# Воронин, Вячеслав Анатольевич
Вячеслав Анатольевич Воро́нин (7 ноября 1934, Жердевский район, Воронежская область, РСФСР, СССР — 7 октября 2016, Киев, Украина) — советский и украинский актёр. Заслуженный артист Украины (2003).

## Биография
Родился в селе Чибизовка (ныне город Жердевка, Тамбовская область). Мать Клавдия Ивановна работала здесь директором школы № 49.
Выпускник актёрского факультета ВГИКа 1957 года (мастерская Юлия Райзмана), после чего начал работать в кино.
Первая актерская работа — роль Трояна в фильме «Первый эшелон» (1955, режиссер Михаил Калатозов). Снялся в 85 фильмах, преимущественно на студии Довженко. С 1979 года актёр Киевского театра-студии киноактёра.
В 1985—1992 гг. — директор киевского Театра-студии киноактёра.
Проживал в Киеве, на Лесном массиве (улица Маршала Жукова).

### Личная жизнь
- Первая жена — актриса Лидия Федосеева. Дочь — Анастасия Вячеславовна Воронина (род. 13 декабря 1960).
- Вторая жена — Светлана. Сын — Вячеслав Вячеславович Воронин (род. 30 мая 1973).

## Фильмография
- 1955 — Первый эшелон — Троян
- 1957 — Бессмертная песня — Шаповаленко
- 1957 — Ласточка — Фёдор Граков
- 1958 — Город зажигает огни — Митя Мальков
- 1958 — Кочубей — Ахмет
- 1959 — Иванна — Роман Герета
- 1960 — Люди моей долины — Тимофей
- 1961 — За двумя зайцами — парубок
- 1962 — Мечте навстречу — космонавт
- 1962 — Сейм выходит из берегов — Генка
- 1964 — Ключи от неба — Самсонов
- 1965 — Нет неизвестных солдат — раненый солдат
- 1964 — Сон — художник Мокрицкий
- 1966 — Два года над пропастью — немецкий офицер
- 1967 — Большие хлопоты из-за маленького мальчика — актер
- 1967 — Десятый шаг — Бурка
- 1967 — Свадьба в Малиновке — Чечель
- 1967 — Скуки ради — пассажир
- 1967 — Кто умрёт сегодня — красноармеец
- 1968 — Эксперимент доктора Абста — Шустер
- 1969 — Почтовый роман — командир конвоя
- 1970 — Мир хижинам, война дворцам — офицер
- 1970 — Освобождение (фильм 3) — генерал Бурдейнов
- 1970 — Семья Коцюбинских — адъютант Муравьёва
- 1971 — Лада из страны берендеев — пират-судья певческого конкурса
- 1972 — В чёрных песках — офицер
- 1972 — Тайник у Красных камней — Гашим
- 1978 — Голубые молнии — Иосиф Иванович, тренер
- 1978 — День первый, день последний — Юрий Иванович
- 1978 — Квартет Гварнери — красный командир
- 1980 — Овод — поп
- 1981 — Ярослав Мудрый — новгородец
- 1982 — Нежность к ревущему зверю — представитель министерства
- 1982 ― Казнить не представляется возможным ― Сербинов
- 1984 — Благие намерения — Игорь Павлович Запорожец
- 1987 — Раненые камни — железнодорожник
- 1992 — Выстрел в гробу — генерал Склифосовский
- 1993 — Преступление со многими неизвестными — Домашевский
- 1995 — Остров любви (Фильм № 8) — Еремей Афанасьевич Сухобриев
- 1998 — Седьмой маршрут